# 巴哈伊信仰历史
巴哈伊信仰历史常常以其领导权的传承为线索进行描述，即从巴孛于1844年5月22日在设拉子宣示，至巴哈伊行政体系的最终确立。巴哈伊信仰的出现，与19世纪发生谢赫派运动与巴比教的传播有一定关系。谢赫派关注教义理论，很多谢赫派人士期待着隐遁的第十二任伊玛目的回归。18世纪40年代巴孛宣示其为隐遁伊玛目，许多谢赫派人士因此加入了巴比教。巴比教在伊朗的传播开后，什叶派政府与其教徒发生了暴力冲突。该冲突直至政府军队对巴比教徒进行大规模屠杀，并将巴孛被执行死刑后才结束。
巴孛曾谈到在其之后将出现另一个一个弥赛亚，即“上帝将昭示天下者”。巴孛的一位追随者巴哈欧拉在巴孛被行刑后被伊朗政府囚禁，并且依次流放至伊拉克、及奥斯曼帝国的君士坦丁堡与阿德里安堡。巴哈欧拉于1863年在巴格达宣示其即为巴孛预言的弥赛亚。巴哈伊一般将巴哈欧拉宣示之日看作巴哈伊信仰的开端。
巴哈欧拉去世时，其追随者分布在亚洲和非洲的13个国家。根据巴哈欧拉的任命，信仰的领导权由其儿子阿博都巴哈继承，阿博都巴哈的地位被大多数巴哈伊所接受。在阿博都巴哈任职期间，信仰在欧洲和美洲得到了发展，并在伊朗得到了巩固。
在1921年阿博都巴哈去世后，根据其遗嘱，巴哈伊社区的领导权转移至其外孙守基·阿芬第。阿博都巴哈的遗嘱中任命守基·阿芬第为第一任圣护，并号召在巴哈伊信仰传播足够广泛的时候，举行世界正义院的选举。在守基·阿芬第任职期间，巴哈伊信徒的人数得到巨大的增长。此外，守基·阿芬第主持了多个国家灵体会的选举。
守基·阿芬第去世于1957年，因其未育有子女，所以已无可能指定另一位圣护接替其职位。在1963年，世界正义院举行了首次选举，并在其后每5年定期举行。世界正义院作为信仰的领导机构存续至今。

## 谢赫运动
在伊斯兰教中，马赫迪被认为是穆罕默德的后裔，是在最终审判日前会回归以重建世界和上帝的宗教的弥赛亚形象。无论什叶派或逊尼派都相信马赫迪的回归。最大的什叶派派别十二伊玛目派，相信马赫迪是在公元847年隐遁的第十二任伊玛目穆罕默德·马赫迪·蒙塔扎尔。
十二伊玛目派认为，公元874年至公元941年为“小隐遁时期”，此期间隐遁的伊玛目依然通过官方的中间人与社团保持联系；而公元941年后为“大隐遁时期”，此期间伊玛目停止与社团的联系直到其回归。

### 谢赫·艾哈迈德·艾哈萨伊
谢赫运动是十二伊玛目派的一个神学学派，该学派发源于谢赫·艾哈迈德的教义。和主流的什叶派思想不同，谢赫·艾哈迈德的教义指出伊玛目是一个灵性的存在，其存在于精神躯体内而非物理的躯体内。此外，谢赫·艾哈迈德认为必然存在一个“完美的什叶”，其为伊玛目和信徒的中介，能较早的察觉到隐遁伊玛目。
在1822年，谢赫·艾哈迈德因其思想带来的争议离开了伊朗去往伊拉克。在那里，他发现他自己依然为争论的中心，因此决定再次前往麦加，并于1826年在麦加去世。

### 赛义德·卡兹姆·拉西提
在谢赫·艾哈迈德去世前，他任命拉什特的赛义德·卡兹姆为其继任者继续领导谢赫运动。赛义德·卡兹姆领导谢赫运动直到其于1843年去世。在此期间，赛义德·卡兹姆将谢赫·艾哈迈德教义中许多模棱两可的思想进行了澄清，包括救恩史的学说与启示周期的内容。他的教义让谢赫派信徒燃气了对马赫迪回归的期望。赛义德·卡兹姆没有指定继任者，但是在他在1843年去世前，他建议追随者离开住处去寻找马赫迪。根据其教义马赫迪将在短时间内出现。

## 巴孛

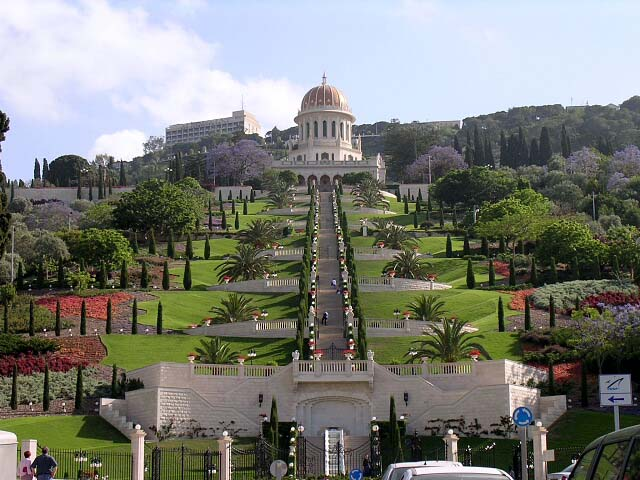
位于以色列海法的巴孛陵寝

赛义德·阿里·穆罕默德，在1819年10月20日出生与伊朗的设拉子，他以巴孛（the Báb）作为自己的称号。巴孛的父亲早年去世，由一位舅舅，哈吉·米尔扎·赛义德·阿里抚养成人，该舅舅亦为商人。
在1844年5月，巴孛向一位谢赫派信徒穆拉·侯赛因表明，他就是谢赫·艾哈迈德和赛义德·卡兹姆预言的那个人，是神圣知识的掌握者。 在五个月内，十七名其他赛义德·卡齐姆的追随者承认了巴孛上帝显圣者的地位。这十八个人后来被称为新生字母，担当着将新信仰传遍伊朗和伊拉克的使命。在早期阶段，巴孛吸引了众多谢赫运动的追随者，但是很快的他的信徒就超过了这个范围，并在整个伊朗获得了大量的追随者。他的追随者被称为巴比教徒。
不久后，新生字母的传导引来了伊斯兰神职人员的反对，挑唆设拉子的长官批捕巴孛。在巴孛在1865年6月至1846年9月被软禁期间， 巴孛花了几个月时间在伊斯法罕与教士进行辩论，很多教士因此对巴孛产生了同情。1847年，沙阿命令巴孛去德黑兰以召见他，巴孛在德黑兰城外的帐篷里住了几个月，一直没有见到沙阿，宰相又驱使巴孛去位于伊朗的西北角的大不里士，并被囚禁在那里。
之后，巴孛又被转送到马库堡，位于土耳其边境的阿塞拜疆省。在囚禁期间，巴孛启示了他最重要的经文，波斯文巴扬经，但他一直到去世也没写完。1848年把他转送到奇赫里特堡关押。但在那里，他的名声越来越高，狱卒也放松了对他的管辖。于是，宰相命令巴孛回到大不里士，政府召集了宗教当局对巴孛的亵渎和叛教进行了审判。 巴比运动在整个国家传播开来，伊斯兰政府将巴比运动视为对国家宗教的威胁，且在政府与巴比教徒之间发生了几次军事冲突。在伊朗和伊拉克，巴比教徒都建立了自己的社团，在1850年，巴比运动传播到了阿塞拜疆的几个城市。
19世纪50年代中期，一位新的宰相，阿米尔·卡比尔下令处决巴孛，可能因为有多起巴比暴动被镇压，运动的热度也在减退。巴孛从奇赫里特被带回到大不里士，由一个班的洋枪队处决。1850年7月9日早上，巴孛被带到关押他的兵营的校场上，有数千人聚集围观他被处决。巴孛和阿尼斯被吊在墙上，一大队基督徒士兵准备射击。射击的命令下达，兵营的校场上弥漫着步枪的浓烟。当烟雾散去的时候，巴孛已经不在那里了，而他的同伴站在那里毫发未损：显然子弹没有伤到他们任何一个人，但打断了吊他们的绳子。士兵随后在校场的另一个角落发现了巴孛，毫发未损。他和阿尼斯被再次绑起来处决，第二个穆斯林士兵的射击班站在他们面前，第二次射击指令下达，这次巴孛和阿尼斯被杀了。他们的遗体被抛弃在城门外由动物撕咬。
但是他们的遗体仍然被一些巴比教徒暗中收留并隐藏。后来，遗体被秘密地一路运送到伊斯法罕，克尔曼沙赫，巴格达和大马士革，至贝鲁特，并于1899年从此走海运到阿卡，卡梅尔山下的平地。1909年3月21日，遗体葬入陵寝，此处是由阿博都巴哈特别指定的，在以色列海法的卡梅尔山。今天，此处依然为巴哈伊信仰的朝圣的重要地点。
在巴孛宣示其显示者地位时，也表明了他的启示并非终点，在巴孛大多数的主要著作，特别是《波斯语巴扬经》中，他都暗示将要出现一位允诺者，下一位神圣旨意的化身，即「上帝将昭示天下者」，那位在许多宗教经典中预言的那个人，将很快的在地球上建立上帝的王国。巴孛在其著作中，始终要求他的追随者在“上帝将昭示天下者”到来时服从他。
在巴孛去世前，他与巴哈欧拉和米尔扎·叶海亚两兄弟都有书信往来，而这两兄弟是在很多知名信徒去世后最可能成为巴比运动领导人的人。在给当时十九岁的米尔扎·叶海亚的一封信中，看起来给予米尔扎·叶海亚被赋予更高的地位或领导地位。这封信中要求米尔扎·叶海亚在应允者出现时应当服从他。但实际上，米尔扎·叶海亚在社团中并没有太大的合法性和权威性。巴哈欧拉在当时为了社团的团结，选择支持米尔扎·叶海亚，且并没有表明自己的地位，并隐藏自己的弥赛亚形象。1863年年后在巴格达，他公开宣布了自己是上帝的显圣者，绝大多数巴比教徒认可他就是「上帝将昭示天下者」。他的追随者开始把自己称作巴哈伊。

## 巴哈欧拉
1817年11月12日，巴哈欧拉于出生于伊朗德黑兰。他的父亲为米尔扎·阿巴斯·努里，在为法特赫-阿里沙·卡扎爾的第十二个儿子Imám-Virdi Mírzá服务时，被授予“布祖尔格”的称号。随后他被任命为博魯傑爾德和洛雷斯坦省的长官，直到穆罕默德沙·卡扎爾掌权后被撤职。在巴哈欧拉的父亲去世后，新的维齐尔哈吉·米尔扎·阿加西给予了巴哈欧拉一个新的政府职位，但他拒绝了。 
巴哈欧拉27岁时，从一位信使穆拉·侯赛因处听说了巴孛的消息。他接受了巴孛的启示，成为了一名巴比教信徒。巴哈欧拉开始传播巴比运动，特别是在他的家乡努尔地区颇有成效。渐渐的，巴哈欧拉成为了最具影响力的信徒之一。政府对巴比运动进行的镇压，导致巴哈欧拉被捕入狱两次，并遭受了笞刑。巴哈欧拉也出席了巴达什特会议，在这个会议上八十一名著名的巴比信徒会面了二十二天。在会议上有一场讨论，一方认为要维持伊斯兰律法，而另一方认为巴孛的信息已经带来了一个新的启示周期。巴哈欧拉的意见倾向于改变，并最终赢得了讨论。
在巴孛被执行死刑后两年的1952年，巴比教徒分化出了一批倡导暴力对抗当时的納賽爾丁·沙的群体，而巴哈欧拉领导下的信徒则期望重建与政府的关系，并希望通过劝说与高尚的品德推进巴孛的圣道。倡导暴力的巴比教徒人数为三十至七十人，只占十万巴比信徒的一小部分。
巴哈欧拉会见了几位激进的巴比运动领导人，并了解了暗杀沙阿的计划。他对这个计划予以谴责，但是依旧被当局要求离开德黑兰。1852年8月15日，在巴哈欧拉离开的这段权力真空时期，这群激进的巴比信徒执行了刺杀沙阿的行动，但失败了。与此计划相关的巴比信徒被包围、杀害，并且尽管刺客表示整个计划仅仅是他们自己做的，但整个巴比社团依然被迁怒，沙阿对整个巴比社团进行了大屠杀。在此期间，很多巴比信徒被杀，而包括巴哈欧拉在内的许多没被杀的巴比信徒，则被关押在西亚查尔（意为“黑坑”），一个德黑兰的地牢里。根据巴哈欧拉的说法，他囚禁在黑坑中时有了一些神秘体验，他看见了天国的女仆，通过她他接受了自己作为上帝使者的使命，即是巴孛预言的那一位。

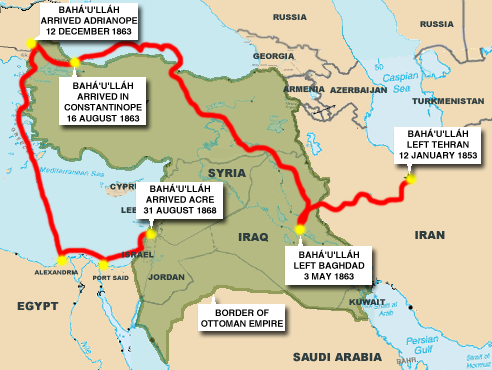
巴哈欧拉被放逐的路线

后来当局发现巴哈欧拉与暗杀事件无关，就从西亚查尔释放了他，但把他流放出伊朗。他选择去了奥斯曼帝国的伊拉克，并在1853年到达了那里。 一小群巴比信徒，包括巴哈欧拉的弟弟米尔扎·叶海亚与其一起到了巴格达。越来越多的巴比信徒把巴格达作为信仰领导的中心，持续不断地有人从波斯去往那里朝圣。因为米尔扎·叶海亚的政策并不被认同，并因其基本上在巴比社团中缺席，越来越多巴比信徒把巴哈欧拉视作信仰的首领。此时，米尔扎·叶海亚开始试图毁坏巴哈欧拉的名誉，这种行为让很多人离开了信仰，也让信仰的敌对者得以继续迫害。
1954年4月10日，巴哈欧拉将家人交给他的兄弟米尔扎·穆萨照料，跟一个同伴去了位于巴格达的东北部，蘇萊曼尼亞附近库尔德斯坦山区。巴哈欧拉独自在库尔德斯坦山区住的两年以一个隐士的身份生活。在那里，有人注意到了他的书法，当地苏菲派的导师也对他产生了兴趣。那段时间，巴哈欧拉完成了《四谷经》和一些其他的著名著作。在巴格达，由于米尔扎·叶海亚对社团缺乏公开的领导，巴比社团陷入了混乱。某些巴比信徒，包括巴哈欧拉的家庭，都在寻找巴哈欧拉，并恳求他回到巴格达。1856年，巴哈欧拉回到了巴格达。
巴哈欧拉从苏莱曼尼亚的山区回到巴格达后停留了七年，他没有公开巴孛许诺的上帝的显示者的地位，他继续传播巴孛的教义。他也写作过长一些的作品，如《笃信经》、《隐言经》等。巴哈欧拉受到了越来越多人的关注，无论是来自本地还是伊朗的朝圣者。巴哈欧拉在城里的影响力与日俱增，波斯巴比社团也在复兴，这引起了他在伊斯兰神职人员和卡扎尔王朝的敌对者的注意。并因此导致奥斯曼帝国把他从巴格达流放到君士坦丁堡。
1863年4月21日，巴哈欧拉在启程去君士坦丁堡之前，在巴格达附近的今天被巴哈伊称之为里兹万花园的地方做了停留。在此期间，巴哈欧拉向一小群他的同伴宣示了自己上帝使者的使命。巴哈欧拉和陪伴者在花园中停留了十二天后离开，前往君士坦丁堡。这段时间对巴哈伊信徒而言有特别的意义，他们庆祝巴哈欧拉在这个花园中度过的十二天为里兹万节。
经过四个月的旅程，巴哈欧拉到达了奥斯曼帝国的首都君士坦丁堡。他此时虽还不算一名囚犯，但他被强制从巴格达流放却是他后来一系列流放并最终被囚禁于巴勒斯坦（今以色列）的最终放流放地阿卡的开端。巴哈欧拉和其家人及一些巴比信徒在君士坦丁堡停留四个月。其后，因为巴哈欧拉拒绝与奥斯曼帝国的政治家结盟，加上波斯大使的压力，奥斯曼帝国苏丹阿卜杜勒-阿齊茲一世将巴哈欧拉流放至当时关押政治犯的地点阿德里安堡。

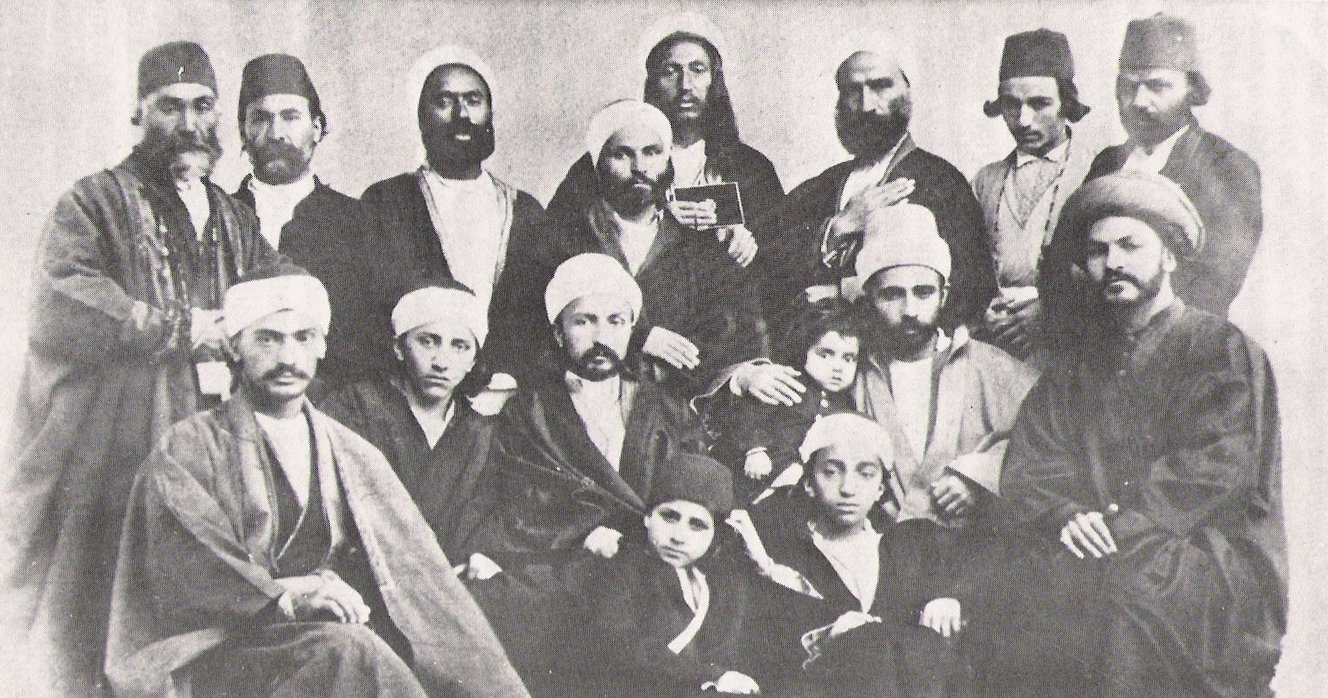
阿博都巴哈和他的兄弟以及巴哈欧拉的陪伴信徒在阿德里安堡。阿博都巴哈为前排左起第三人。

1863年12月1日到12日，巴哈欧拉和他的家人到达阿德里安堡。巴哈欧拉在阿德里安堡停留了四年半。在那里，巴哈欧拉通过书简宣称了自己是“上帝将昭示天下者”。 巴哈欧拉的声明威胁了米尔扎·叶海亚宗教领袖的地位，因为如果“上帝将昭示天下者”出现，创立一个新的宗教，那么巴比社团的领导人就毫无意义了。米尔扎·叶海亚向巴哈欧拉提出挑战，约定在当地一间清真寺里试验神圣旨意，但米尔扎·叶海亚拒绝出现，失掉了脸面和信用。 最终，巴哈欧拉被绝大多数巴比信徒承认，尊为“上帝将昭示天下者”，而他的追随者被称作“巴哈伊”，米尔扎·叶海亚的追随者则被称作“阿扎尔派”。
1866年开始，巴哈欧拉开始通过书简向世界各国的君主和统治者宣告巴哈伊信仰，宣布自己自己是所有宗教应允者的神圣地位。他的信件还让世界的统治者放弃他们的物质财产，共同协作解决争端，为世界和人类的进步而努力。这些世界的领导者包括：教皇庇护九世、法国皇帝拿破仑三世、俄国皇帝亚历山大二世、英國维多利亚女王、波斯沙阿納賽爾丁·沙和美洲各共和国总统。

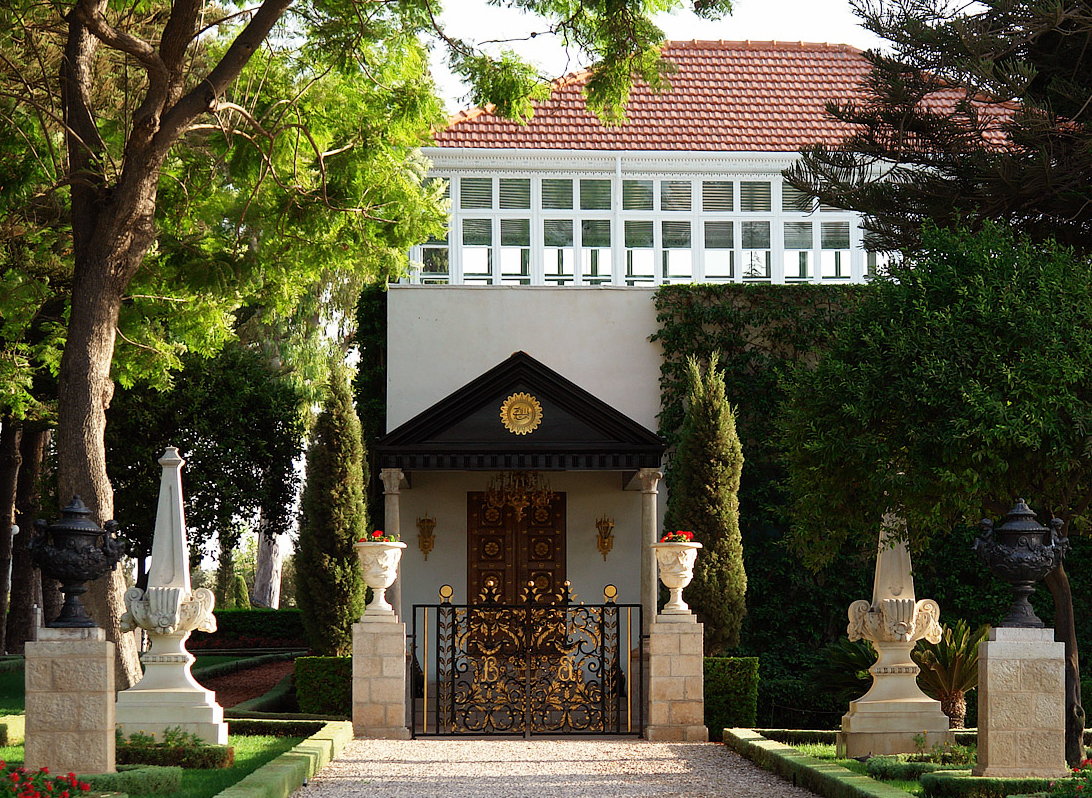
巴哈欧拉陵寝

巴哈伊信徒和阿扎尔派的分歧，导致奥斯曼和波斯当局进一步流放巴哈欧拉。巴哈欧拉和他的家人及一些巴哈伊信徒，于1868年8月12日离开阿德里安堡，在一段陆上和加里波利海上的旅程，经过了埃及后，于8月31日到达了阿卡，并被监禁起来。在阿卡的第一年条件相当艰苦，这对巴哈欧拉来说是一段艰难的时期。巴哈欧拉的儿子米尔扎·米赫迪，在屋顶上来回踱步祈祷冥思时突然从天窗坠落而死，当时只有22岁。一段时间以后，当地的人和官员开始信任和尊敬巴哈欧拉，所以监禁的条件有所改善和放松。在奥斯曼帝国苏丹阿卜杜勒-阿齊茲一世去世后，巴哈欧拉被允许得以离开阿卡城，访问附近的一些地方。
1877年到1879年，巴哈欧拉居住在迈兹拉阿庄园。
巴哈欧拉生命最后的几年（1879-1892）是在巴吉宅邸度过的，位于阿卡城外，尽管他名义上仍然是奥斯曼帝国的囚犯。他著了许多卷著作，包括巴哈伊信仰的律法书《亚格达斯经》。1892年5月9日，巴哈欧拉轻微地发热，在接下来的几天里持续加重，越发地虚弱，最终在1892年5月29日夺去了他的生命。他被埋葬在巴吉宅邸的陵寝内。在巴哈欧拉在世时，巴哈伊在在美国、缅甸、埃及、格鲁吉亚、印度、黎巴嫩、巴基斯坦、苏丹、叙利亚、土耳其、土库曼斯坦等地建立了当地的社区。

## 阿博都巴哈
巴哈欧拉的继任者是他的儿子阿博都巴哈。阿博都巴哈为被指定为“圣约中心”与信仰的领导者。此外，巴哈欧拉在遗嘱中指定阿博都巴哈为他著作的唯一的权威阐释者。 （页面存档备份，存于）
巴哈欧拉被流放和监禁期间，阿博都巴哈一直陪同在其身边。直到1908年青年土耳其党人革命后，阿博都巴哈才正式被释放。
1910年至1913年，阿博都巴哈开始了一段去西方的旅行，并作了大量演讲。他还时常与巴哈伊社区与个人进行了通信，以传播他父亲的教义。1921年11月28日，阿博都巴哈去世，并被埋葬在以色列海法的巴孛陵寝比边上，后来被称为阿博都巴哈陵寝的地方。在阿博都巴哈在世时，巴哈伊在在澳大利亚、中国、联合王国、法国、德国、荷兰、匈牙利、意大利、日本、约旦、俄国、南非、瑞士、突尼斯、美国等地建立了当地的社区。

## 守基·阿芬第
《阿博都巴哈的遗嘱》是巴哈伊行政体系的宪章，其中，阿博都巴哈设立了任命的圣护制度与选举的世界正义院。此外，阿博都巴哈在《遗嘱》中指定了其长外孙守基·阿芬第为巴哈伊信仰的首任圣护。
守基·阿芬第终其一身翻译巴哈伊著作，扩大巴哈伊社区，建立了巴哈伊世界中心、与世界各地的社区和个人进行了大量通信、建立了巴哈伊行政体系、并准备了世界正义院的选举。

## 监护者
1957年，守基·阿芬第在没有指定继承人的情况下意外去世。守基·阿芬第任命的圣辅承担了巴哈伊世界中心的管理工作，并在将他们自己排除在可能的委员之外的情况下组织了世界正义院的选举。其时，许多国家已经建立了巴哈伊社区。70个国家进行了国家灵体会的选举。

## 世界正义院
在1963年世界正义院的选举完成后，因为已经无法任命另外一名圣护，其成为《阿博都巴哈的遗嘱》中唯一明确了的机构。时至今日，世界正义院仍是巴哈伊信仰的最高管理机构，其五位成员每五年选举一次。

### 引用
1. 1 2 3 4 5 6  MacEoin, Dennis. . . 1989.
2. ↑  Taherzadeh, A. . Oxford, UK: George Ronald. 1977: 125  [2017-06-15]. ISBN 0-85398-071-3. （原始内容存档于2018-08-24）.
3. ↑  Affolter, Friedrich W.  (PDF). War Crimes, Genocide, & Crimes against Humanity. January 2005, 1 (1): 75–114  [2009-04-20]. （原始内容 (PDF)存档于2012-07-22）.
4. 1 2  Aghaie, Kamran Scott. . Ed. Lindsay Jones  (编).  2 2nd. Detroit: Macmillan Reference USA: 5979–5983. 2005. ISBN 0-02-865733-0.
5. ↑  Arjomand, Said Amir. . . 1989.
6. 1 2 3 4 5 6  Scholl, Steven; Rizvi, Sajjad H. . Ed. Lindsay Jones  (编).  2 2nd. Detroit: Macmillan Reference USA: 8307–8309. 2005. ISBN 0-02-865733-0.
7. ↑  Amanat, Abbas. . Kalimat Press. 2005: 54. ISBN 1-890688-42-8.
8. 1 2 3  Bausani, A. . . Leiden, The Netherlands: Koninklijke Brill NV. 1999.
9. ↑  Balyuzi, H.M. . Oxford, UK: George Ronald. 1973: 30–41. ISBN 0-85398-048-9.
10. 1 2 3 4 5 6 7 8  MacEoin, Dennis. . . 1989.
11. ↑  . BBC.   [2010-10-02]. （原始内容存档于2020-10-10）.
12. ↑  Amanat, Abbas. . Stein, Stephen J.  (编). . New York: Continuum. 2000: 241–242. ISBN 0-8264-1255-6.
13. ↑  Amanat, Resurrection and Renewal, 257.
14. 1 2 3 4  Compiled by Hands of the Cause Residing in the Holy Land. : 9–11, 22–24, 47–128.   [2021-09-25]. （原始内容存档于2013-10-23）.
15. ↑  Balci, Bayram; Jafarov, Azer, , Caucaz.com, 2007-02-21, （原始内容存档于2008-08-15）
16. ↑  Shoghi, Effendi. . Wilmette, Illinois, USA: Bahá'í Publishing Trust. 1944: 52  [2017-06-19]. ISBN 0-87743-020-9. （原始内容存档于2012-01-19）.
17. ↑  Numerous eye-witness reports, including those of Western diplomats, recount the result. Sir Justin Shiel, Queen Victoria's Envoy Extraordinary and Minister Plenipotentiary in Tehran, wrote to Lord Palmerston, the British Secretary of State for Foreign Affairs, on July 22, 1850 regarding the execution. The letter, can be found in its original form as document F.O. 60/152/88 in the archives of the Foreign Office at the Public Records Office in London.
18. ↑  Shoghi, Effendi. . Wilmette, Illinois, USA: Bahá'í Publishing Trust. 1944: 273–289  [2017-06-19]. ISBN 0-87743-020-9. （原始内容存档于2019-12-14）.
19. 1 2  Browne, Edward G. . 1889  [2017-06-19]. （原始内容存档于2020-07-30）.
20. ↑  Farah, Caesar E. . Woodbury, NY: Barron's Educational Series. 1970  [2017-06-19]. （原始内容存档于2020-10-10）.
21. 1 2 3 4 5 6 7 8 9 10 11 12 13 14 15 16 17 18 19 20 21  Cole, Juan. . . 1989.
22. ↑  Manuchehri, Sepehr. . Research Notes in Shaykhi, Babi and Baha'i Studies. September 2004, 7 (2)  [2017-06-19]. （原始内容存档于2006-02-13）.
23. 1 2 3 4 5 6  Cole, Juan. .   [2006-06-22]. （原始内容存档于2018-01-22）.
24. 1 2 3  Balyuzi, Hasan. . 2000.
25. ↑  The Attempted Assassination of Nasir al Din Shah in 1852: Millennialism and violence, by Moojan Momen, 2011
26. ↑  The Attempted Assassination of Nasir al Din Shah in 1852: Millennialism and Violence （页面存档备份，存于）, by Moojan Momen, 2011
27. 1 2 3 4  Momen, Moojan. . Nova Religio: The Journal of Alternative and Emergent Religions. August 2008, 12 (1): 57–82. JSTOR 10.1525/nr.2008.12.1.57. doi:10.1525/nr.2008.12.1.57.
28. 1 2 3 4 5  Hutter, Manfred. . Ed. Lindsay Jones  (编).  2 2nd. Detroit: Macmillan Reference USA: 737–740. 2005. ISBN 0-02-865733-0.
29. 1 2  Ma'sumian, Bijan. . Deepen Magazine. Fall 1993, 1 (1): 18–26  [2017-06-21]. （原始内容存档于2019-04-30）.
30. 1 2  . . Chicago: Encyclopædia Britannica. 1988. ISBN 0-85229-486-7.
31. ↑  Hassall, Graham. . Research notes. Asia Pacific Bahá'í Studies.   [2008-12-21]. （原始内容存档于2010-11-20）.
32. ↑  Baha'i World Statistics 2001 （页面存档备份，存于） by Baha'i World Center Department of Statistics, 2001-08
33. ↑  The Life of Shoghi Effendi （页面存档备份，存于） by Helen Danesh, John Danesh and Amelia Danesh, Studying the Writings of Shoghi Effendi, edited by M. Bergsmo (Oxford: George Ronald, 1991)